# Euphorbia dilobadena
Euphorbia dilobadena är en törelväxtart som beskrevs av Susan Carter. Euphorbia dilobadena ingår i släktet törlar, och familjen törelväxter. Inga underarter finns listade i Catalogue of Life.